# Sirgianes Paleólogo
Sirgianes Paleólogo Filantropeno (em grego: Συργιάννης Παλαιολόγος Φιλανθρωπηνός; romaniz.: Syrgiannes Palaiologos Philanthropenos; c. 1290 — 23 de agosto de 1334), foi um aristocrata e general bizantino de origem cumano-grega ativamente envolvido na guerra civil entre o imperador Andrônico II Paleólogo (r. 1282–1328) e seu neto, Andrônico III Paleólogo (r. 1328–1341). Leal apenas a si mesmo e às suas próprias ambições, ele trocou de lado diversas vezes e terminou conquistando grande parte da Macedônia para o rei sérvio Estêvão Uresis IV (r. 1331–1346) antes de ser assassinado pelos bizantinos.

## Biografia

### Origem familiar e primeiros anos
Sirgianes nasceu por volta de 1290 e foi batizado em homenagem ao seu pai ou, possivelmente, avô, um líder cumano que se estabelecera no império juntamente com vários membros de sua tribo durante o reinado de João III Ducas Vatatzes (r. 1221–1254). O nome original deste seu parente era Sytzigan (em turco: Sïčğan; lit. "rato"); ele foi helenizado como Sirgianes (Syrgiannes; "mestre João") quando foi batizado. O Sirgianes original ascendeu na hierarquia do exército bizantino, eventualmente alcançando a posição suprema de grande doméstico. A mãe do jovem Sirgianes era Eugênia Paleóloga, um membro da família real dos paleólogos e sobrinha do imperador Miguel VIII (r. 1259–1282). Consciente do prestígio do nome de sua mãe, o jovem Sirgianes escolheu-o para ajudá-lo a ascender na hierarquia imperial. Sirgianes também tinha uma irmã, Teodora, que se casou com Guy de Lusignan, o futuro rei da Cilícia armênia como Constantino II.
Sirgianes aparece pela primeira vez nos registros históricos em 1315, quando ele foi apontado como governador militar de uma província da Macedônia perto da fronteira sérvia. Apesar dos tratados existentes e contra suas instruções, ele resolveu atacar tanto a Sérvia quanto o Despotado do Epiro. Deposto, ele se revoltou, foi capturado e preso. Antes de 1320, porém, ele foi supostamente perdoado e apontado para um novo comando na Trácia.

### Apoio de Andrônico III

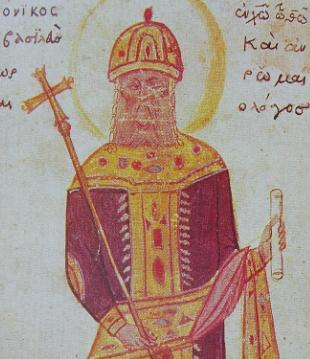
Imperador Andrônico II Paleólogo

Em 1320, após a morte de Miguel IX Paleólogo (filho mais velho de Andrônico II e co-imperador desde 1295), seu filho Andrônico III foi coroado como co-imperador pelo avô. Inicialmente popular junto ao velho imperador, o jovem Andrônico e sua corte de jovens nobres, entre os quais Sirgianes, caíram em desgraça com Andrônico II por suas extravagâncias. Seus excessos culminaram com a morte do jovem irmão caçula do imperador Manuel. Furioso, Andrônico retirou todos os títulos do neto e uma profunda rixa se abriu entre os dois.
Na mesma época, Sirgianes e João Cantacuzeno compraram para si cargos de governador na Trácia, onde grassava o descontentamento em relação ao velho imperador, e eles rapidamente apoiaram o jovem Andrônico. Juntamente com Aleixo Apocauco e Teodoro Sinadeno, se preparou para derrubar Andrônico II em prol de seu neto. Na Páscoa de 1321, o jovem Andrônico foi para Adrianópolis e ali a revolta se iniciou. Sirgianes liderou um grande exército e marchou para capital, forçando o imperador a negociar. Este, em 6 de junho de 1321, firmou um acordo no qual o império foi repartido. O jovem Andrônico III foi reconhecido como co-imperador e recebeu a Trácia para governar como um virtual apanágio pessoal. Ele montou sua corte em Adrianópolis enquanto Andrônico II continuava a governar da capital Constantinopla como imperador sênior.
Sirgianes ficou insatisfeito com o novo tratado, se sentindo mal pago pelo seu apoio a Andrônico III. Ele também ressentia o grande apreço que Andrônico III demonstrava em relação a João Cantacuzeno, que se tornou então um grande rival. Além disso, os cronistas também relatam uma história na qual Andrônico III teria tentado seduzir a esposa de Sirgianes. Assim, em dezembro de 1321, Sirgianes trocou de lado, fugindo para Constantinopla. Premiado com o pomposo título de mega-duque, ele convenceu Andrônico II a retomar as hostilidades contra o neto. Em julho de 1322, porém, outro acordo foi firmado entre os dois Andrônicos, o que deixou Sirgianes numa posição delicada, pois seus esquemas e conspirações falharam, o que terminou levando-o à prisão perpétua na Prisão de Anemas.

### Governador na Macedônia, deserção e morte

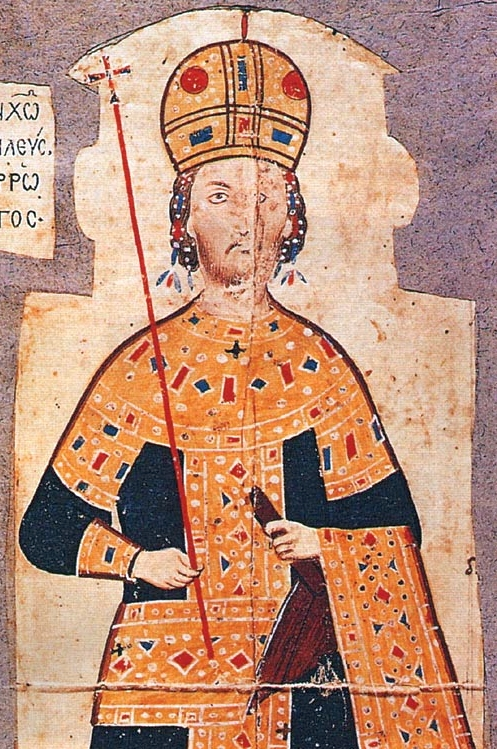
Imperador Andrônico III Paleólogo.

Em 1328, Andrônico III finalmente derrubou o avô e se estabeleceu como único imperador. Sirgianes foi libertado e conseguiu recuperar as graças de Andrônico a ponto de, no final de 1329, receber o importante governo de Tessalônica, a segunda maior cidade do império, da Macedônia ocidental e da Albânia. Lá, ele se tornou novamente suspeito de estar articulando contra Cantacuzeno, desta vez com a mãe do imperador, Maria. Ela vivia em Tessalônica e estava ali para vigiar Sirgianes, mas, ao invés disso, se apaixonou loucamente por ele, adotando-o como filho. Após a morte da imperatriz-mãe no final de 1333, o plano foi descoberto, Sirgianes foi preso e levado a Constantinopla para enfrentar a acusação de alta traição. Porém, ele conseguiu escapar e fugiu para a corte do rei da Sérvia Estêvão Uresis IV.
Estêvão colocou Sirgianes a frente de uma grande força sérvia, com a qual ele invadiu a Macedônia bizantina em 1334. As habilidades de Sirgianes como general, seu conhecimento das posições do exército bizantino e a amizade que ele mantinha com os oficiais locais bizantinos resultaram na rápida conquista de diversas cidades importantes na região, incluindo Ácrida, Prilepo, Estrúmica e Castória. A estrada estava agora aberta para o avanço em direção a Tessalônica, para onde o exército de Sirgianes marchou. Ele acampou defronte às muralhas da cidade para enfrentar uma força bizantina que correu para proteger a cidade. Ambos os lados permaneceram acampados por diversos dias, mas, em 23 de agosto de 1334, Sirgianes foi atraído para fora de seu acampamento com poucos soldados para protegê-lo e acabou sendo assassinado por Esfrantzes Paleólogo, um general bizantino que havia desertado de propósito para o campo sérvio dias antes. Com a perda do principal líder militar, os sérvios concordaram com uma paz negociada com os bizantinos bastante favorável a eles, pois permitiu-lhes que mantivessem a posse da maioria das cidades conquistadas por Sirgianes na Macedônia setentrional.

## Análise
A ambição, a constante articulação e as múltiplas traições de Sirgianes fizeram dele uma das mais negras sombrias de sua época aos olhos tanto dos historiadores contemporâneos quanto posteriores: o historiador do século XIV Nicéforo Gregoras comparou sua fuga para a Sérvia com a de Temístocles para os persas, enquanto Donald Nicol o comparou com Alcibíades e Angeliki Laiou o chamou de "a mais maligna presença" da guerra civil.